# Schauerheim

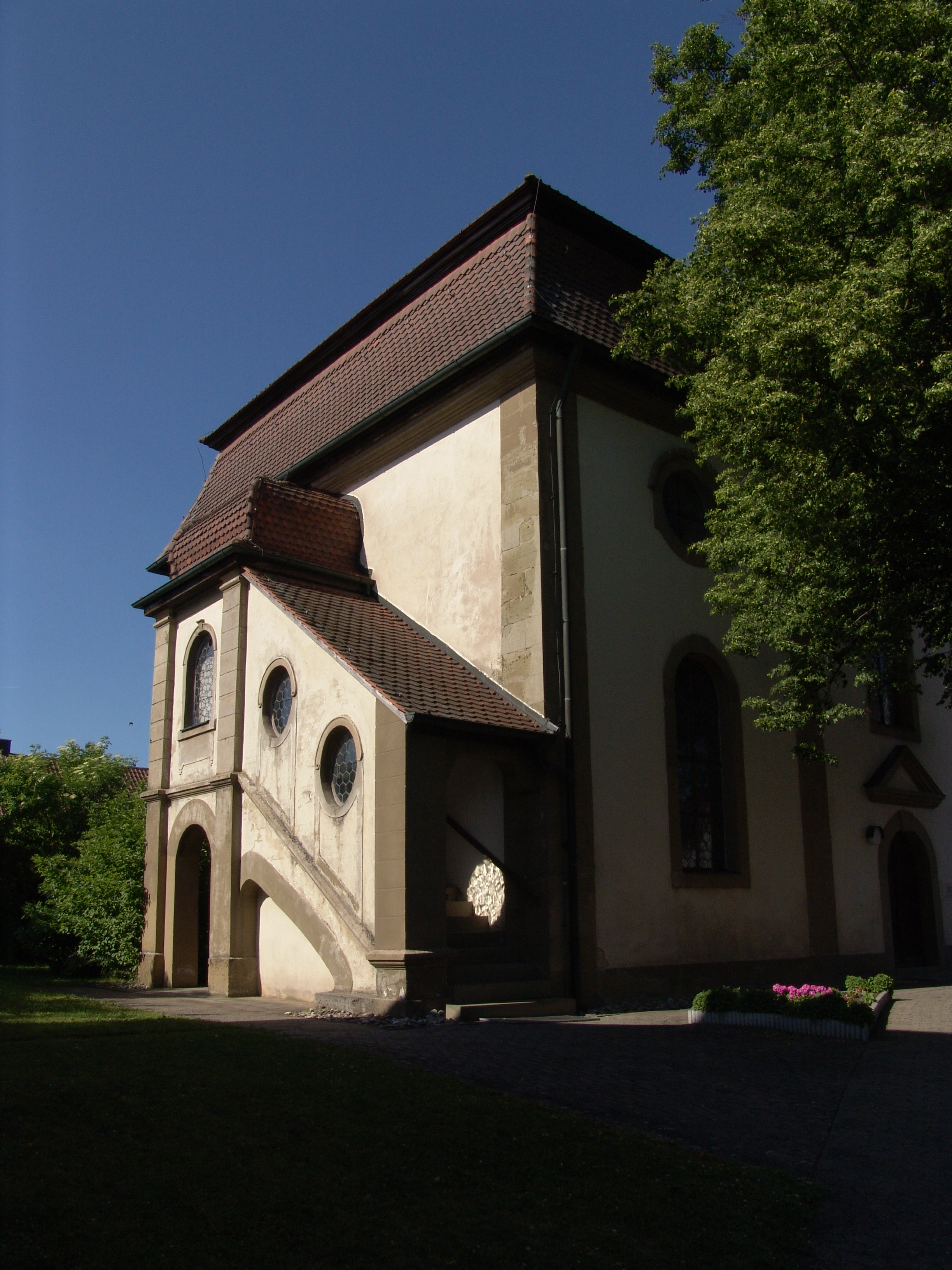
Evangelisch-lutherische Pfarrkirche St. Katharina

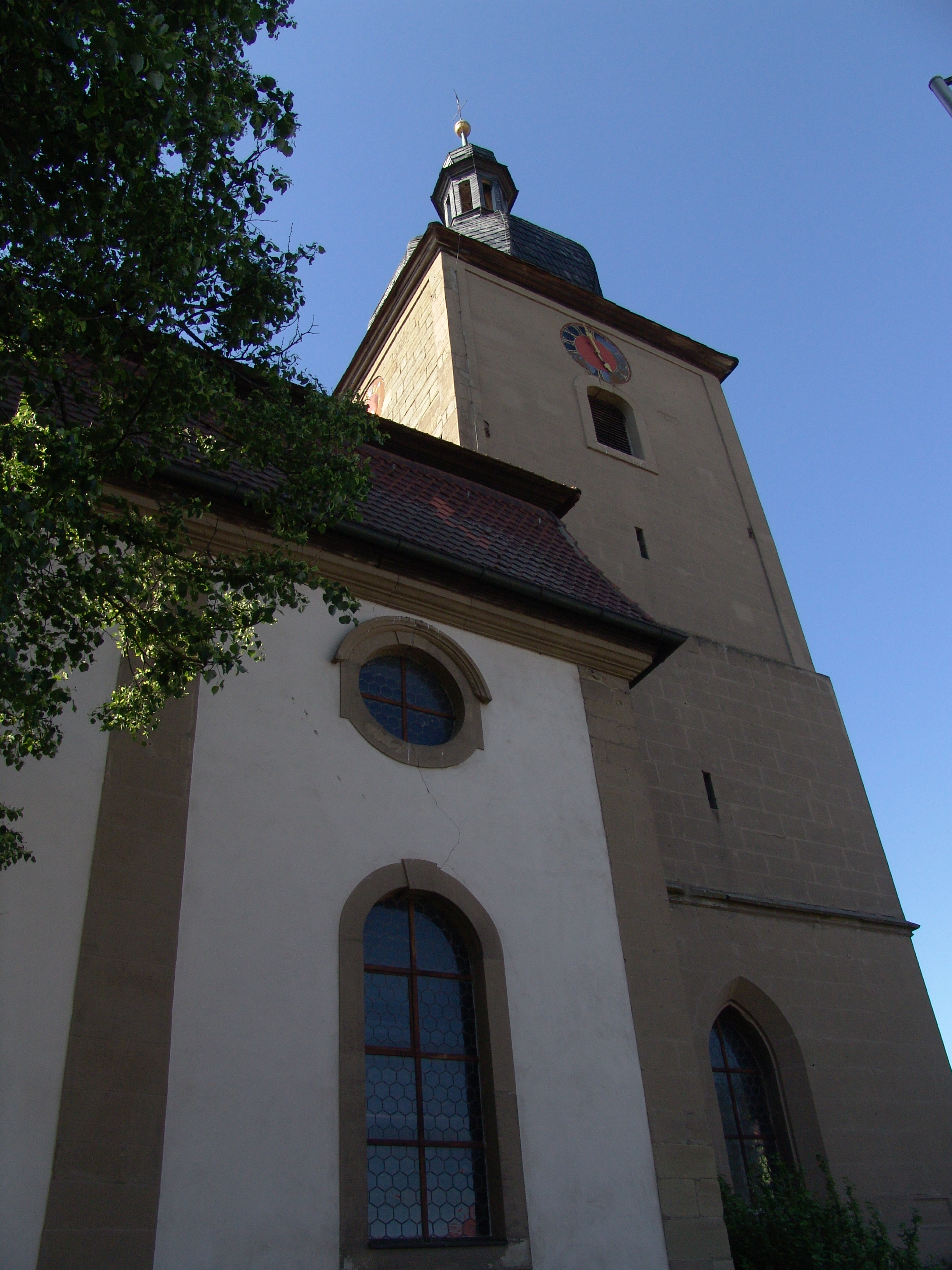
St. Katharina

Schauerheim ist ein Gemeindeteil der Kreisstadt Neustadt an der Aisch im Landkreis Neustadt an der Aisch-Bad Windsheim (Mittelfranken, Bayern). Die Gemarkung Schauerheim hat eine Fläche von 7,253 km². Sie ist in 921 Flurstücke aufgeteilt, die eine durchschnittliche Fläche von 7875,54 m² haben. In ihr liegen neben dem namensgebenden Ort die Gemeindeteile Hasenlohe und Virnsbergerhaag.

## Geografie
Das Pfarrdorf liegt an der Aisch und am Nesselbach, der dort als linker Zufluss in die Aisch mündet, und am Weiden- und Langen Wiesengraben, die 0,75 km nordöstlich als linke Zuflüsse in die Aisch münden. Westlich des Ortes liegt das Flurgebiet Lander, 0,75 km nordwestlich das Waldgebiet Dornteich mit dem Staudenberg (330 m ü. NHN), 1 km nördlich erhebt sich der Lehmbuck (318 m ü. NHN), 0,75 km südwestlich liegt das Flurgebiet Binsenbusch.
Die Kreisstraße NEA 6 führt nach Unternesselbach (4 km westlich) bzw. nach Birkenfeld zur Bundesstraße 470 (0,4 km südöstlich). Die Kreisstraße NEA 16 führt nach Diebach zur Bundesstraße 8 (2,5 km nördlich).

## Geschichte
Schauerheim wurde aufgrund seiner günstigen Lage wohl um 700 während der Fränkischen Landnahme gegründet. 1326 wurde der Ort als „Schurheim“ erstmals namentlich erwähnt. Das Bestimmungswort könnte „scur“ (ahd. für Obdach, Schutz oder Schirm) sein. Der Ortsname würde dann auf einen Königshof hindeuten, die zur Zeit der Fränkischen Landnahme gegründet wurden. Schauerheim war ursprünglich ein Teil des Immunitätsgutes Altheim. Im Jahr 1209 entstand der älteste nachweisbare Kirchenbau in Schauerheim und war wie die heutige St. Katharinenkirche der hl. Katharina geweiht. In einer Urkunde von 1326 wurde der Verkauf von Gütern des Ritters Otto Lesche von Nagelsberg an Kraft von Hohenlohe bestätigt. Um 1361 war Schauerheim im Besitz der Nürnberger Burggrafen. Burggraf Johann II. schenkte 1402 der Schauerheimer Kirche ein Grundstück am Weichselgarten unter dem Schauerheimer Holz. Vor der Reformation gehörten zur dem Dekanat Schlüsselfeld unterstehenden Pfarrei Schauerheim auch Hasenlohe, Birkenfeld sowie Friemersdorf (so wurde die westliche Hälfte des heutigen Diebach genannt). Der erste namentlich bekannte Pfarrer war 1483 Johann Böhm, der zweite 1521 Leonhard Schätzlein. Schauerheim wurde während des Bauernkrieges (1524/25) verwüstet. Als „brandenburgische Güter“ wurden 27 Tagewerk benannt, welche 1541 unmittelbarer Markgrafenbesitz waren. 1553, im bundesständischen Krieg, wurde das Dorf wiederum von nürnbergischen und anderen reichsständischen Truppen verwüstet, im Juli 1632 schließlich noch heftiger während des Dreißigjährigen Krieges. In den Jahren 1586, 1587, 1607 und 1626 traten im Ort Seuchen auf.
Zu Beginn des 18. Jahrhunderts bestand in Schauerheim eine kleine, von dem Neustädter Bortenwirker Erhardt inspirierte Anhängerschaft des Separatismus. Im Jahr 1757 wurde die St. Katharinenkirche unter dem 1731 von Neustadt (wo er als für pietistisch geprägte Fürstenschule ungeeignete Lehrkräfte entlassen wurde) nach Schauerheim versetzten Pfarrer Moser und ermöglicht durch das Vermächtnis eines Hauptmanns Wedel durch Aufsetzen von zwei Stockwerken zur jetzigen Höhe erhöht.
Gegen Ende des 18. Jahrhunderts gab es in Schauerheim 44 Anwesen. Das Hochgericht übte das brandenburg-bayreuthische Stadtvogteiamt Neustadt an der Aisch aus. Die Dorf- und Gemeindeherrschaft hatte das Kastenamt Neustadt an der Aisch. Grundherren waren das Fürstentum Bayreuth (40 Anwesen; Kastenamt Neustadt: 1 Erbschenkstatt, 11 Fronhuben, 2 Halbhöfe, 5 Sölden; Klosteramt Birkenfeld: 1 Höflein, 2 Güter, 8 Gütlein, 4 Häckersgütlein, 6 Häuser), die Pfarrei Schauerheim (1 Sölde), das Spital Neustadt an der Aisch (1 Häckersgut) und das Rittergut Ullstadt (1 Gut, 1 Gütlein). Ab 1800 war Birkenfeld wieder dem Pfarrsitz Schauerheim angegliedert worden und ab 1858 besuchten auch die Birkenfelder Kinder die Schauerheimer Schule.
Von 1797 bis 1810 unterstand der Ort dem Justizamt Dachsbach und Kammeramt Neustadt. 1810 kam Schauerheim an das Königreich Bayern. Im Rahmen des Gemeindeedikts wurde 1811 der Steuerdistrikt Schauerheim gebildet, zu dem Birkenfeld, Diebach, Dietersheim, Hasenlohe, Pulvermühle, Unternesselbach und Weiherhof gehörten. 1813 entstand die Ruralgemeinde Schauerheim, zu der Diebach und Hasenlohe gehörten. Mit dem Zweiten Gemeindeedikt (1818) wurden zwei Ruralgemeinden gebildet:
- Diebach,
- Schauerheim mit Hasenlohe.[14][15]

Die Ruralgemeinde Schauerheim war in Verwaltung und Gerichtsbarkeit dem Landgericht Neustadt an der Aisch zugeordnet und in der Finanzverwaltung dem Rentamt Neustadt an der Aisch (1919 in Finanzamt Neustadt an der Aisch umbenannt, seit 1972 Finanzamt Uffenheim). 1821 wurde auf dem Gemeindegebiet Virnsbergerhaag errichtet. Ab 1862 gehörte Schauerheim zum Bezirksamt Neustadt an der Aisch (1939 in Landkreis Neustadt an der Aisch umbenannt). Die Gerichtsbarkeit blieb beim Landgericht Neustadt an der Aisch (1879 in das Amtsgericht Neustadt an der Aisch umgewandelt). Die Gemeinde hatte 1964 eine Gebietsfläche von 7,264 km². Schauerheim erhielt mit einer 1904 gebauten hochwasserfreien Straße nach Birkenfeld eine gute Verkehrsmöglichkeit für die vor allem Ackerbau und Viehzucht betreibende Bevölkerung.
Am 1. Januar 1972 wurde Schauerheim im Zuge der Gebietsreform in Bayern nach Neustadt eingemeindet.

### Baudenkmäler
In Schauerheim gibt es acht Baudenkmäler:
- evangelisch-lutherische Pfarrkirche St. Katharina
- Kirchhofmauer
- Friedhof
- ehemaliges Schulhaus
- Pfarrhaus
- Wohnstallhäuser
- Ortsschild
- Kriegerdenkmal (bei der Pfarrkirche) für die Gefallenen von 1914–1918 (gemeinsam mit Birkenfeld)[22]

### Bodendenkmäler
In der Gemarkung Schauerheim gibt es zwei Bodendenkmäler.

### Einwohnerentwicklung
Gemeinde Schauerheim
| Jahr      | 1818   | 1840   | 1852   | 1855   | 1861   | 1867   | 1871   | 1875   | 1880   | 1885   | 1890   | 1895   | 1900   | 1905   | 1910   | 1919   | 1925   | 1933   | 1939   | 1946   | 1950   | 1952   | 1961   | 1970   |
| Einwohner | 378    | 437    | 433    | 416    | 430    | 417    | 418    | 420    | 423    | 426    | 398    | 368    | 330    | 348    | 346    | 361    | 351    | 335    | 342    | 483    | 492    | 468    | 434    | 462    |
| Häuser    | 60     | 60     |        |        |        |        | 78     |        |        | 76     | 71     |        | 73     |        |        |        | 73     |        |        |        | 74     |        | 89     |        |
| Quelle    | [ 24 ] | [ 25 ] | [ 26 ] | [ 26 ] | [ 27 ] | [ 28 ] | [ 29 ] | [ 30 ] | [ 31 ] | [ 32 ] | [ 33 ] | [ 26 ] | [ 34 ] | [ 26 ] | [ 35 ] | [ 26 ] | [ 36 ] | [ 26 ] | [ 26 ] | [ 26 ] | [ 37 ] | [ 26 ] | [ 17 ] | [ 38 ] |

Ort Schauerheim
| Jahr      | 001818 | 001840 | 001861 | 001871 | 001885 | 001900 | 001925 | 001950 | 001961 | 001970 | 001987 |
| Einwohner | 327    | 374    | 350    | 351    | 362    | 284    | 292    | 427    | 382    | 412    | 448    |
| Häuser    | 54     | 53     |        |        | 65     | 63     | 62     | 65     | 80     |        | 115    |
| Quelle    | [ 24 ] | [ 25 ] | [ 27 ] | [ 29 ] | [ 32 ] | [ 34 ] | [ 36 ] | [ 37 ] | [ 17 ] | [ 38 ] | [ 1 ]  |

## Religion
Der Ort ist seit der Reformation evangelisch-lutherisch geprägt und Sitz der Pfarrei St. Katharina. Die Katholiken sind nach St. Johannis Enthauptung (Neustadt an der Aisch) gepfarrt.